# تسلسل زمني لتاريخ كوريا

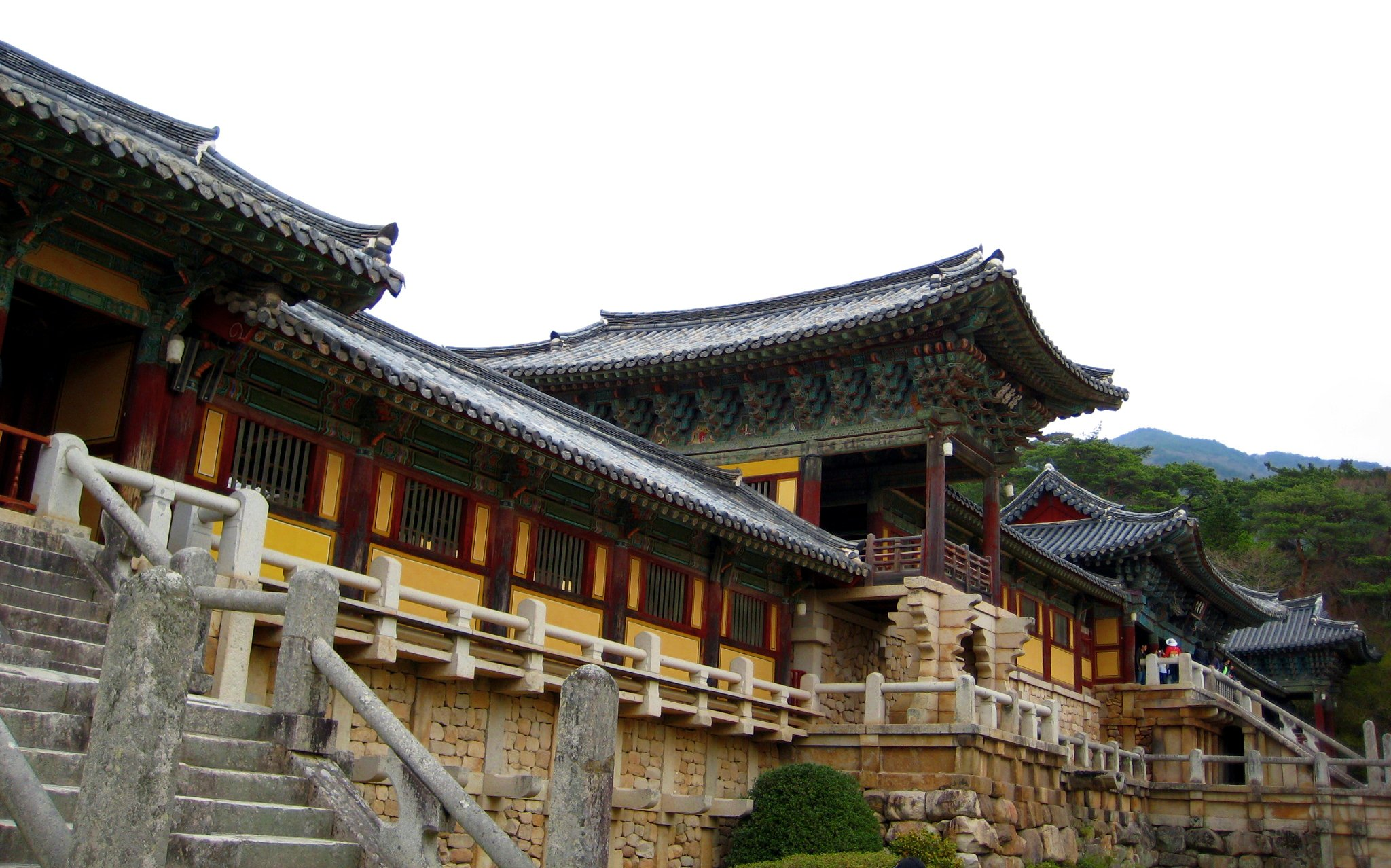

هذه المقالة هي تسلسل زمني لتاريخ كوريا.

## التسلسل الزمني
| الوقت               | العصر                            | الدولة | الدولة | الدولة                                          | الدولة | الدولة | الدولة                                          | الدولة                                          | الحدث |
| 700,000 قبل الميلاد |                                  | | |                                                 | | |                                                 |                                                 | - سنة 700,000 قبل الميلاد، بدء العصر الحجري القديم في شبه جزيرة كوريا. |
|                     | عصر حجري قديم كوري               | | |                                                 | | |                                                 |                                                 | |
|                     |                                  | | |                                                 | | |                                                 |                                                 | - سنة 10,000 قبل الميلاد، أخذت التضاريس والمناخ والحياة النباتية والحيوانية بالتشكل والتوزع. |
| 6000                | عصر حجري حديث كوري               | عصر حجري حديث كوري | عصر حجري حديث كوري | عصر حجري حديث كوري                              | عصر حجري حديث كوري | عصر حجري حديث كوري | عصر حجري حديث كوري                              | عصر حجري حديث كوري                              | - سنة 6,000 قبل الميلاد، بدء العصر الحجري الحديث في شبه الجزيرة. - سنة 2,333 قبل الميلاد، تأسيس غوجوسون. |
| 2000                | عصر برونزي كوري                  | غوجوسون | غوجوسون | غوجوسون                                         | غوجوسون | غوجوسون | غوجوسون                                         | غوجوسون                                         | - من القرن 21 قبل الميلاد إلى 16 قبل الميلاد، بدأت ثقافة العصر البرونزي في شبه الجزيرة. |
| 1000                | عصر برونزي كوري                  | غوجوسون | غوجوسون | غوجوسون                                         | غوجوسون | غوجوسون | غوجوسون                                         | غوجوسون                                         | - من القرن العاشر قبل الميلاد إلى الثالث قبل الميلاد، بدأت ثقافة الحديد. |
| 500                 | عصر حديدي                        | غوجوسون | غوجوسون | غوجوسون                                         | غوجوسون | غوجوسون | غوجوسون                                         | غوجوسون                                         | |
| 300                 | عصر حديدي                        | دولة جن | دولة جن | دولة جن                                         | | |                                                 |                                                 | |
| 250                 | عصر حديدي                        | دولة جن | دولة جن | دولة جن                                         | | |                                                 |                                                 | - سنة 238 قبل الميلاد، تأسيس مملكة بيو. |
| 200                 | ممالك كوريا الثلاث البدائية      | جن هان | بيون هان | ما هان                                          | أوك جو | |                                                 |                                                 | - سنة 194 قبل الميلاد، تأسيس ومان بعد هزيمة الملك جن. |
| 150                 | ممالك كوريا الثلاث البدائية      | جن هان | بيون هان | ما هان                                          | أوك جو | | - سنة 108 قبل الميلاد، سقوط ومان جوسون.         |                                                 | |
| 100                 | ممالك كوريا الثلاث البدائية      | جن هان | بيون هان | ما هان                                          | أوك جو | دونغ يي | - تأسيس مملكة شلا على يد باك هيوكغوسي.          |                                                 | |
| 50                  | ممالك كوريا الثلاث البدائية      | | بيون هان | بايك تشي                                        | أوك جو | دونغ يي | غو ريو                                          | مملكة بيو                                       | - سنة 37 قبل الميلاد، تأسيس غوغوريو على يد جمونغ جولبون. - سنة 18 قبل الميلاد، تأسيس بايكتشي على يد الملك أونجو. - سنة 18 قبل الميلاد، تتويج يوري ملكاً على غوغوريو. |
| بعد الميلاد         | ممالك كوريا الثلاث البدائية      | غا يا | - سنة 4، بعد الميلاد في شلا، تتويج نامهاي. - سنة 18، في غوغوريو، تتويج الملك دايمسن. - سنة 24، في شلا، تتويج يور ملكاً عليها. - سنة 28، تتويج دارُ ملكاً على بايكتشي. - سنة 42، تأسيس غايا (غمغوانغايا) على يد الملك سرو. - سنة 44، تتويج منجنغ على غوغوريو. - سنة 48، موبون يصبح ملكاً على غوغوريو. | بايك تشي                                        | أوك جو | دونغ يي | غو ريو                                          | مملكة بيو                                       | |
| سنة 50              | ممالك كوريا الثلاث البدائية      | غا يا | - سنة 53، تتويج تايجو العظيم ملكاً على غوغوريو. - سنة 57، تتويج تارهاي ملكاً على شلا. - سنة 77، تتويج غيرو ملكاً على بايكتشي. - سنة 80، تتويج باسا ملكاً على شلا. | بايك تشي                                        | أوك جو | دونغ يي | غو ريو                                          | مملكة بيو                                       | |
| سنة 100             | ممالك كوريا الثلاث البدائية      | غا يا | - سنة 112، تتويج جما ملكاً على شلا. - سنة 128، تتويج غايرو ملكاً على بايكتشي. - سنة 134، تتويج إلسونغ ملكاً على شلا. - سنة 146، تتويج تشاداي ملكاً على غوغوريو. | بايك تشي                                        | أوك جو | دونغ يي | غو ريو                                          | مملكة بيو                                       | |
| سنة 150             | ممالك كوريا الثلاث البدائية      | غا يا | - سنة 154، تتويج آدالا ملكاً على شلا. - سنة 165، تتويج شنداي ملكاً على غوغوريو. - سنة 166، تتويج تشوغو ملكاً على بايكتشي. - سنة 179، تتويج غوغكتشون ملكاً على غوغوريو. - سنة 184، تتويج بولهي ملكاً على شلا. - سنة 194، غوغوريو تسن قانون قروض الحبوب تحت مسمى جندايبوب. - سنة 196، تتويج نايهاي ملكاً على شلا. - سنة 197، تتويج سانسانغ ملكاً على غوغوريو. | بايك تشي                                        | أوك جو | دونغ يي | غو ريو                                          | مملكة بيو                                       | |
| سنة 200             | ممالك كوريا الثلاث البدائية      | غا يا | - سنة 209، إجبار غوغوريو على تغيير العاصمة. - سنة 214، تتويج غوسو ملكاً على بايكتشي. - سنة 227، تتويج دونغتشون ملكاً على غوغوريو. - سنة 230، تتويج جوبن ملكاً على شلا. - سنة 234، تتويج سابان ملكاً على بايكتشي. - سنة 234، تتويج غوي ملكاً على بايكتشي. - سنة 244، وي تقوم بغزو غوغوريو في حرب غوغوريو مع وي. - سنة 247، تتويج تشومهاي ملكاً على شلا. - سنة 248، تتويج جنغتشون ملكاً على غوغوريو. | بايك تشي                                        | أوك جو | دونغ يي | غو ريو                                          | مملكة بيو                                       | |
| سنة 250             | ممالك كوريا الثلاث البدائية      | غا يا | - سنة 260، تسجيل الأنظمة الأساسية في بايكتشي. - سنة 261، تتويج متشو ملكاً على شلا. - سنة 270، سوتشون يصبح ملكاً على عرش غوغوريو. - سنة 284، تتويج يوري ملكاً على شلا. - سنة 285، غزوة شينباي. - سنة 286، تتويج تشايكغي ملكاً على بايكتشي. - سنة 292، تتويج بونغسانغ ملكاً على غوغوريو. - سنة 293، مرونغ يغزو غوغوريو. - سنة 298، تتويج بنسو ملكاً على بايكتشي. - سنة 298، تتويج غرم ملكاً على شلا. | بايك تشي                                        | أوك جو | دونغ يي | غو ريو                                          | مملكة بيو                                       | |
| سنة 300             | عصر ممالك كوريا الثلاث           | غا يا | - سنة 300، تتويج متشون ملكاً على غوغوريو. - سنة 304، تتويج بيريو ملكاً على بايكتشي. - سنة 310، تتويج هرهاي ملكاً على شلا. - سنة 313، غوغوريو تنهي الحكم الصيني على شبه الجزيرة بهزيمة مقاطعة ليلانغ العسكرية. - سنة 331، تتويج غوغغوون ملكاً على غوغوريو. - سنة 342، شينباي تغزو غوغوريو وتدخل العاصمة. - سنة 344، تتويج غي ملكاً على بايكتشي. - سنة 346، تتويج غنتشوغو ملكاً على بايكتشي. | بايك تشي                                        | أوك جو | دونغ يي | غو ريو                                          | مملكة بيو                                       | |
| سنة 350             | عصر ممالك كوريا الثلاث           | غا يا | - سنة 356، تتويج نايمل ملكاً على شلا. - سنة 371، الملك غنتشوغو يغزو غوغوريو ويقتل الملك غوغغوون، ويتوج سوسرم ملكاً لغوغوريو. - سنة 372، غوغوريو تستورد البوذية من تشن السابقة. - سنة 373، غوغوريو تصدر مجموعة من القوانين. - سنة 375، تتويج غنغوسو ملكاً على بايكتشي. - سنة 384، تتويج غوغغيانغ ملكاً على غوغوريو. - سنة 384، تتويج تشمنيو ملكاً على بايكتشي. - سنة 385، تتويج جنسا ملكاً على بايكتشي. - سنة 391، تم تتويج الملك العظيم غوانغايتو على غوغوريو. - سنة 392، ملك غوغوريو العظيم غوانغايتو يغزو بايكتشي، موت الملك جنسا وتتويج آشن ملكاً. | بايك تشي                                        | أوك جو | دونغ يي | غو ريو                                          | مملكة بيو                                       | |
| سنة 400             | عصر ممالك كوريا الثلاث           | غا يا | | بايك تشي                                        | أوك جو | - سنة 400، غوانغايتو العظيم ملك غوغوريو يصد هجوم القراصنة عن شلا. - سنة 402، تتويج شلسونغ ملكاً على بايكتشي. - سنة 405، تتويج جونجي ملكاً على بايكتشي. - سنة 413، تتويج جانغس ملكاً على غوغوريو. - سنة 414، الملك جانغس يبني لوحة تذكارية للملك العظيم غوانغايتو. - سنة 417، تتويج نلجي ملكاً على شلا. - سنة 420، تتويج غويشن ملكاً على بايكتشي. - سنة 427، تتويج بيو ملكاً على بايكتشي. - سنة 427، غوغوريو تنقل عاصمتها من غكناي سونغ إلى بيونغيانغ. - سنة 433، شلا وبايكتشي يشكلان تحالفاً ضد غوغوريو. | غو ريو                                          | مملكة بيو                                       | |
| سنة 450             | عصر ممالك كوريا الثلاث           | غا يا | | بايك تشي                                        | - سنة 455، تتويج غايرو ملكاً على بايكتشي. - سنة 458، تتويج جابي ملكاً على شلا. - سنة 475، غوغوريو تسيطر على عاصمة بايكتشي هانسونغ (سول). بايكتشي تنقل عاصمتها إلى أنغجن (غونغج). - سنة 477، تتويج سامغن ملكاً على بايكتشي. - سنة 479، تتويج دونغسونغ ملكاً على بايكتشي. - سنة 479، تتويج سوج ملكاً على شلا. - سنة 491، تتويج منجاميونغ ملكاً على غوغوريو. | | غو ريو                                          | مملكة بيو                                       | |
| سنة 500             | عصر ممالك كوريا الثلاث           | غا يا | | بايك تشي                                        | - سنة 500، تتويج جيجنغ ملكاً على شلا. - سنة 501، تتويج مريونغ ملكاً على بايكتشي. - سنة 502، ملك شلا يحظر دفن الخدم مع أسيادهم. - سنة 512، شلا تحتل أوسان (أولنغدو). - سنة 514، تتويج بوبهنغ ملكاً على شلا. - سنة 519، تتويج آنجانغ ملكاً على غوغوريو. - سنة 520، شلا تصدر الأنظمة الأساسية. - سنة 523، تتويج سونغ ملكاً على بايكتشي. - سنة 531، تتويج آنوون ملكاً على غوغوريو. - سنة 532، غمغوان غايا تضم إلى شلا. - سنة 538، سونغ ملك بايكتشي يعيد تسمية مملكته باسم نامبيو، وينقل العاصمة إلى سابي. - سنة 540، تتويج جنهنغ ملكاً على شلا. - سنة 545، تتويج يانغوون ملكاً على غوغوريو. | | غو ريو                                          |                                                 | |
| سنة 550             | عصر ممالك كوريا الثلاث           | | - سنة 554، الملك سونغ يهاجم شلا بعد خيانتها، ويسقط في كمينها ليغتال، تتويج ودوك ملكاً على بايكتشي. - سنة 559، تتويج بيونغوون ملكاً على غوغوريو. - سنة 562، شلا تنهي دايغايا. - سنة 576، تتويج جنجي ملكاً على شلا. - سنة 579، تتويج جنبيونغ على شلا. - سنة 590، تتويج يونغيانغ ملكاً على غوغوريو. - سنة 598، تتويج هي ملكاً على بايكتشي. - سنة 598، الحرب بين غوغوريو وسوي تبدأ بعد غزو سوي لغوغوريو. - سنة 599، تتويج بوب ملكاً على بايكتشي. | بايك تشي                                        | | | غو ريو                                          |                                                 | |
| سنة 600             | عصر ممالك كوريا الثلاث           | - سنة 600، تتويج مو ملكاً على بايكتشي. - سنة 612، غوغوريو تنتصر على مملكة سوي، بقيادة ألجي مندوك في معركة سالسو. - سنة 618، تتويج يونغريو ملكاً على غوغوريو. - سنة 632، شوندوك تصبح أول امرأة حاكمة في كوريا. - سنة 641، تتويج ويجا ملكاً على بايكتشي. - سنة 642، الجنرال يون غايسومن يقوم بثورة ويسيطر على الحكومة، تتويج بوجانغ ملكاً على غوغوريو. - سنة 645، غوغوريو تصد هجوماً من مملكة تانغ في معركة غابة آنسي، في سلسلة من هجمات سوي على غوغوريو. - سنة 647، تتويج جندوك ملكة حاكمة على شلا. - سنة 648، شلا وتانغ يتحالفان معاً. | | بايك تشي                                        | | | غو ريو                                          |                                                 | |
| سنة 650             | عصر ممالك كوريا الثلاث           | | |                                                 | | |                                                 |                                                 | - سنة 654، تتويج ميول ملكاً على شلا. - سنة 660، تم تدمير بايكتشي. - سنة 661، تتويج منمو ملكاً على شلا. - سنة 668، سقوط غوغوريو. - سنة 676، شلا تصد قوات حلفائها التانغ لتوحد شبه الجزيرة الكورية بشكل شبه كامل. - سنة 681، تتويج شنمن ملكاً على شلا. - سنة 692، تتويج هيوسو ملكاً على شلا. - سنة 698، داي جويونغ يؤسس بالهاي في الأراضي الشمالية، ويسمى غو ملك بالهاي. |
| سنة 700             | عصر دولة الشمال ودولة الجنوب     | شلا | شلا | شلا                                             | شلا | بالهاي | بالهاي                                          | بالهاي                                          | - سنة 702، تتويج سونغدوك ملكاً على شلا. - سنة 719، تتويج مو ملكاً على بالهاي. - سنة 732، تانغ تغزو بالهاي. - سنة 737، تتويج هيوسونغ ملكاً على شلا. - سنة 737، تتويج من ملكاً على بالهاي. - سنة 742، تتويج غيونغدوك ملكاً على شلا. |
| سنة 750             | عصر دولة الشمال ودولة الجنوب     | شلا | شلا | شلا                                             | شلا | بالهاي | بالهاي                                          | بالهاي                                          | - سنة 756، بالهاي تقوم بتغيير عاصمتها من سانغيونغ إلى يونغتشون. - سنة 765، تتويج هيغونغ ملكاً على شلا. - سنة 780، تتويج سوندوك ملكاً على شلا. - سنة 785، تتويج وونسونغ ملكاً على شلا. - سنة 793، تتويج داي ووني ملكاً على بالهاي. - سنة 793، تتويج سونغ ملكاً على بالهاي. - سنة 794، تتويج غانغ ملكاً على بالهاي. - سنة 798، تتويج سوسونغ ملكاً على شلا. |
| سنة 800             | عصر دولة الشمال ودولة الجنوب     | شلا | شلا | شلا                                             | شلا | بالهاي | بالهاي                                          | بالهاي                                          | - سنة 800، تتويج آيجانغ ملكاً على شلا. - سنة 809، تتويج جونغ ملكاً على بالهاي. - سنة 809، تتويج هوندوك ملكاً على شلا. - سنة 812، تتويج هوي ملكاً على بالهاي. - سنة 817، تتويج غان ملكاً على بالهاي. - سنة 818، تتويج سون ملكاً على بالهاي. - سنة 822، كم هونتشانغ يثور على شلا. - سنة 826، تتويج هنغدوك ملكاً على شلا. - سنة 828، جانغ بوغو ينشئ تشنغهايجن. - سنة 831، تتويج داي إجن ملكاً على بالهاي. - سنة 836، تتويج هيغانغ ملكاً على شلا. - سنة 838، تتويج منآي ملكاً على شلا. - سنة 839، شنمو يصعد لعرش شلا بمساعدة جانغ بوغو. - سنة 839، تتويج منسونغ ملكاً على شلا. - سنة 846، مات جانغ بوغو عن طريق اغتياله. |
| سنة 850             | عصر دولة الشمال ودولة الجنوب     | شلا | شلا | شلا                                             | شلا | بالهاي | بالهاي                                          | بالهاي                                          | - سنة 857، تتويج هونآن ملكاً على شلا. - سنة 857، تتويج دايغونهوانغ ملكاً على بالهاي. - سنة 861، تتويج غيونغمن ملكاً على شلا. - سنة 871، تتويج دايهيونسوغ ملكاً على بالهاي. - سنة 875، تتويج هونغانغ ملكاً على شلا. - سنة 886، تتويج جونغانغ ملكاً على شلا. - سنة 887، تتويج جنسونغ ملكة حاكمة على شلا. - سنة 894، تتويج دايوهاي ملكاً على بالهاي. - سنة 897، تتويج هيوغونغ ملكاً على شلا. |
| سنة 900             | عصر ممالك كوريا الثلاث الأخيرة   | | | بايك تشي الأخيرة                                | تاي بونغ | تاي بونغ |                                                 |                                                 | - سنة 900، تأسيس بايكتشي الأخيرة على يد الجنرال غيون هوون. - سنة 901، تأسيس غوغوريو الأخيرة على يد الجنرال غنغ إي. - سنة 904، تغيير اسم غوغوريو الأخيرة إلى ماجن. - سنة 906، تتويج داي إنسون ملكاً على بالهاي. - سنة 911، ماجن يعاد تسميتها إلى تايبونغ. - سنة 912، تتويج شندوغ ملكاً على شلا. - سنة 917، تتويج غيونغميونغ ملكاً على شلا. - سنة 918، وانغون يؤسس مملكة غوريو. - سنة 924، تتويج غيونغاي ملكاً على شلا. - سنة 926، تم تدمير بالهاي. - سنة 927، بايكتشي الأخيرة تغزو شلا، الملك غيونغاي يقتل نفسه، غيونغسن يتوج ملكاً. - سنة 935، غيونغسن ملك شلا يستسلم لغوريو. |
| سنة 936             | غوريو                            | غوريو | غوريو | غوريو                                           | غوريو | غوريو | غوريو                                           | غوريو                                           | - سنة 936، بايكتشي الأخيرة تستسلم رسمياً لغوريو، لينتهي عصر الممالك الثلاث الأخيرة. - سنة 943، تتويج هيجونغ ملكاً على غوريو. - سنة 945، الصراع بين الأمراء في غوريو، تتويج جونغجونغ الأول ملكاً على غوريو. - سنة 949، تتويج غوانغجونغ ملكاً على غوغوريو. |
| سنة 950             | غوريو                            | غوريو | غوريو | غوريو                                           | غوريو | غوريو | غوريو                                           | غوريو                                           | - سنة 956، غوانغجونغ ملك غوريو يصدر قانون إعتاق العبيد. - سنة 958، غوانغونغ ملك غوريو يصدر نظام امتحان الخدمة المدنية الوطني. - سنة 975، تتويج غيونغجونغ ملكاً على غوريو. - سنة 976، إصدار نظام تخصيص الأراضي (جونسغوا). - سنة 981، تتويج سونغجونغ ملكاً على غوغوريو. - سنة 992، إنشاء غكجاغام (الكلية الملكية). - سنة 993، بدء الحرب بين غوريو والخيطان بعد غزو مملكة لياو الخيطان لغوريو بستين ألف جندي. - سنة 997، تتويج موكجونغ ملكاً على غوريو. - سنة 998، مراجعة قانون تخصيص الأراضي (جونشغوا). |
| سنة 1000            | غوريو                            | غوريو | غوريو | غوريو                                           | غوريو | غوريو | غوريو                                           | غوريو                                           | - سنة 1009، تتويج هيونجونغ ملكاً على غوريو. - سنة 1010، مملكة لياو الخيطان تغزو غوريو للمرة الثانية. - سنة 1018، الجنرال شياو بايا يقود حملة قوامها 208,000 جندي إلى غوريو. - سنة 1019، معركة غوج بين غوريو بقيادة الجنرال غانغ غامتشان ومملكة لياو بقيادة شياو بايا. - سنة 1031، تتويج دوكجونغ ملكاً على غوريو. - سنة 1034، تتويج جونغجونغ ملكاً على غوريو. - سنة 1044، تم إكمال تشول جانغسونغ. - سنة 1046، تتويج منجونغ ملكاً على غوريو. |
| سنة 1050            | غوريو                            | غوريو | غوريو | غوريو                                           | غوريو | غوريو | غوريو                                           | غوريو                                           | - سنة 1076، مراجعة قانون تخصيص الأراضي (جونشغوا). - سنة 1083، تتويج سنجونغ ملكاً على غوريو، ثم تتويج سونجونغ ملكاً في نفس السنة. - سنة 1094، تتويج هونجونغ ملكاً على غوريو. - سنة 1095، تتويج سكجونغ ملكاً على غوريو. |
| سنة 1100            | غوريو                            | غوريو | غوريو | غوريو                                           | غوريو | غوريو | غوريو                                           | غوريو                                           | - سنة 1105، تتويج إيجونغ ملكاً على غوريو. - سنة 1107، ين غوان يصد غزو الجورشن. - سنة 1122، تتويج إنجونغ ملكاً على غوريو. - سنة 1126، إي جاغيوم والد الملكة يثور على الملك. - سنة 1135، الراهب ميوتشونغ يثور على الحكومة وينتقل إلى سوكيونغ ليؤسس دولته، لكنه فشل في النهاية. - سنة 1145، كم بشغ يكمل كتاب تاريخ الممالك الثلاث 《سامغك ساغ》. - سنة 1146، تتويج أوجونغ ملكاً على غوريو. |
| سنة 1150            | غوريو                            | غوريو | غوريو | غوريو                                           | غوريو | غوريو | غوريو                                           | غوريو                                           | - سنة 1170، ثورة عسكرية تطيح بالملك أوجونغ بقيادة جونغ جنغب، تتويج ميونغجونغ ملكاً على غوريو. - سنة 1174، بدء سلسلة من التمردات استمرت 50 سنة على يد جو وتشونغ. - سنة 1176، العبيد والطبقة السفلى من سكان ما تعرف اليوم باسم غونغج يثورون على الحكومة، الأخوان مانغسو إي ومانغ إي يتمردان على الحكومة. - سنة 1193، تمرد كم سامي، وهيو شم. - سنة 1196، تشوي تشنغ هون يسيطر على الحكومة، لتنتقل قيادة نظام حكم غوريو العسكري إلى عشيرة تشوي. - سنة 1197، تتويج شنجونغ ملكاً على غوريو. - سنة 1198، ثورة مانجوك أحد عبيد تشوي تشنغ هون، لكن تم إعدامه. |
| سنة 1200            | غوريو                            | غوريو | غوريو | غوريو                                           | غوريو | غوريو | غوريو                                           | غوريو                                           | - سنة 1204، تتويج هويجونغ ملكاً على غوريو. - سنة 1211، تتويج غانغجونغ ملكاً على غوريو. - سنة 1213، تتويج غوجونغ ملكاً على غوريو. - سنة 1231، الإمبراطورية المنغولية تغزو غوريو. - سنة 1232، الملك غوجونغ يغير العاصمة من سونغدو إلى جزيرة غانغهوا. |
| سنة 1250            | غوريو                            | غوريو | غوريو | غوريو                                           | غوريو | غوريو | غوريو                                           | غوريو                                           | - سنة 1259، تتويج وونجونغ ملكاً على غوريو. - سنة 1270، جيش سامبيولتشو يرفض عودة الملك إلى غايغيونغ. - سنة 1274، تتويج تشنغريول ملكاً على غوريو. - سنة 1274، قوات غوريو ومملكة يوان المشتركة تحاول غزو اليابان. - سنة 1290، إلغاء دونغنيونغب. |
| سنة 1300            | غوريو                            | غوريو | غوريو | غوريو                                           | غوريو | غوريو | غوريو                                           | غوريو                                           | - سنة 1308، تتويج تشنغسون ملكاً على غوريو. - سنة 1313، تتويج تشنغسك ملكاً على غوريو. - سنة 1330، تتويج تشنغهي ملكاً على غوريو. - سنة 1332، إعادة تتويج الملك تشنغسك. - سنة 1339، إعادة تتويج الملك تشنغهي. - سنة 1344، تتويج تشنغموك ملكاً على غوريو. - سنة 1348، تتويج تشنغجونغ ملكاً على غوريو. |
| سنة 1350            | غوريو                            | غوريو | غوريو | غوريو                                           | غوريو | غوريو | غوريو                                           | غوريو                                           | - سنة 1351، تتويج غونغمن ملكاً على غوريو. - سنة 1356، غوريو تستعيد أراضيها التي فقدتها في حرب المغول مع اليابان ومنها سانغسونغتشونغ. - سنة 1359، العمائم الحمراء يغزون غوريو. - سنة 1366، الملك غونغمن يعين شن دون والذي أسس جونمن بيونجونغ دوغام. - سنة 1374، تتويج وو ملكاً على غوريو. - سنة 1388، إي سونغ غاي يسيطر على الحكومة، ويتوج تشانغ ملكاً على غوريو. - سنة 1389، تتويج غونغيانغ ملكاً على غوريو. - سنة 1389، الجنرال باك وي يغزو جزيرة تسوشيما لإبعاد القراصنة، ولكنه يعود إلى غوريو. |
| سنة 1392            | جوسون                            | جوسون | جوسون | جوسون                                           | جوسون | جوسون | جوسون                                           | جوسون                                           | - سنة 1392، إي سونغ غاي المعروف باسم الملك تايجو يخلع ملك غوريو ويبدأ دولته الجديدة. - سنة 1393، تايجو يعيد تسمية مملكته إلى جوسون. - سنة 1394، الملك ينقل العاصمة إلى هانيانغ. - سنة 1398، حدوث صراع الأمراء الأول، تتويج جونغجونغ ولياً للعهد. - سنة 1399، الملك يعيد العاصمة إلى غايسونغ. |
| سنة 1400            | جوسون                            | جوسون | جوسون | جوسون                                           | جوسون | جوسون | جوسون                                           | جوسون                                           | - سنة 1399، تتويج جونغجونغ ملكاً على جوسون. - سنة 1400، صراع الأمراء الثاني، تتويج تايجونغ ملكاً على جوسون. - سنة 1404، هانيانغ تصبح جونغدو. - سنة 1418، تتويج سيجونغ العظيم ملكاً على جوسون. - سنة 1419، إي جونغ م يغزو جزيرة تسوشيما. - سنة 1437، إنشاء ستة مناصب. - سنة 1441، جانغ يونغ شل يصنع مقياس المطر. - سنة 1446، الملك سيجونغ يصدر هنمنجونغم. |
| سنة 1450            | جوسون                            | جوسون | جوسون | جوسون                                           | جوسون | جوسون | جوسون                                           | جوسون                                           | - سنة 1450، تتويج منجونغ ملكاً على جوسون. - سنة 1452، تتويج دانجونغ ملكاً على جوسون. - سنة 1453، تمرد غيوجونغ. - سنة 1455، تتويج سيجو ملكاً على جوسون. - سنة 1468، تتويج إيجونغ ملكاً على جوسون. - سنة 1469، تتويج سونغجونغ ملكاً على جوسون. - سنة 1469، إصدار 《حرب غيونغ غك》. - سنة 1494، تتويج يونسان ملكاً على جوسون. - سنة 1498، حملة التطهير الأولى. |
| سنة 1500            | جوسون                            | جوسون | جوسون | جوسون                                           | جوسون | جوسون | جوسون                                           | جوسون                                           | - سنة 1504، حملة التطهير الثانية. - سنة 1506، خلع يونسان ملك جوسون عن طريق إنقلاب، وتتويج أخيه جنغجونغ ملكاً على جوسون. - سنة 1510، اليابانيون يتمردون على سياسات جوسون المتشددة تجاههم. - سنة 1512، جوسون تفرض معاهدة إمشن على القراصنة اليابانيين. - سنة 1519، حملة التطهير الثالثة. - سنة 1521، قضية خيانة سنة 1521 الكاذبة، اتهام أتباع جو جوانغجو بالتآمر لقتل نام غون وشم جونغ، تم إعدامهم (شنسا موك). - سنة 1543، جوسيبنغ يؤسس أول سو-وون في بايكندونغ. - سنة 1544، تتويج إنجونغ ملكاً على جوسون، اليابانيون يقومون بأعمال شغب في ساريانغجن. - سنة 1545، تتويج ميونغجونغ ملكاً على جوسون. - سنة 1545، حملة التطهير الرابعة. - سنة 1547، جوسون تفرض معاهدة جونغم على القراصنة اليابانيين، وأصبحت جوسون على أهبة الاستعداد لمتاعبهم. - سنة 1549، قضية خيانة سنة 1549 (كيو أوكسا).                                                                    |
| سنة 1550            | جوسون                            | جوسون | جوسون | جوسون                                           | جوسون | جوسون | جوسون                                           | جوسون                                           | - سنة 1550، تأسيس سآيغ سوون "سوسوسوون". - سنة 1555، القراصنة يداهمون المناطق الساحلية لمقاطعة جولا، ولكن تم طردهم على يد الجيش الكوري. - سنة 1567، تتويج سونجو ملكاً على جوسون. - سنة 1575، فصيل سارم يتفرع إلى الفصيل الشرقي والفصيل الغربي. - سنة 1589، قضية خيانة سنة 1589، الفصيل الغربي يقضي على بقايا الفصيل الشرقي (غتشك أوكسا). - سنة 1592، تويوتومي هيده-يوشي الحاكم الياباني يغزو جوسون في الغزوة الأولى. - معركة جزيرة هانسان، حصار جنجو، حصار هاينغجو. - سنة 1597، اليابان تغزو مملكة جوسون للمرة الثانية. |
| سنة 1600            | جوسون                            | جوسون | جوسون | جوسون                                           | جوسون | جوسون | جوسون                                           | جوسون                                           | - سنة 1608، إدخال ضريبة على الحبوب (داي دونغبوب) في مقاطعة غيونغي. - سنة 1608، تتويج غوانغهاي ملكاً على جوسون. - سنة 1609، إعادة العلاقات بين كوريا واليابان بعد توقيع معاهدة غيوياغجو. - سنة 1610، الطبيب الملكي هو جن يصدر كتابه دونغي بوغام (مبادئ وممارسات الطب الشرقي). - سنة 1613، قضية خيانة سنة 1613، الفصيل الشمالي الأعظم يتهم الشمالي الأصغر بمحاولة خلع الملك غوانغهاي (غيتشك أوكسا). - سنة 1623، الفصيل الغربي يخلع غوانغهاي ملك جوسون، تتويج إنجو ملكاً على جوسون. - سنة 1624، إي غوال يثور على الملك إنجو. - سنة 1627، بدء الحرب الأولى بين جن الأخيرة (تشينغ) ومملكة جوسون، تعرف الحرب باسم جونغميو هوران. - سنة 1636، بدء الحرب الثانية بين جن الأخيرة (تشينغ) ومملكة جوسون، تعرف الحرب باسم بيونغجا هوران. - سنة 1637، الملك إنجو يوقع على معاهدة سامجوندو مع إمبراطورية تشينغ بعد استسلامه. - سنة 1649، تتويج هيوجونغ ملكاً على جوسون. |
| سنة 1650            | جوسون                            | جوسون | جوسون | جوسون                                           | جوسون | جوسون | جوسون                                           | جوسون                                           | - سنة 1659، تتويج هيونجونغ ملكاً على جوسون. - سنة 1659، جدال حول المدة التي ستقضيها الملكة جاي (زوجة الملك إنجو) مرتدية ملابس الجنازة لوفاة الملك هيوجونغ (جدال إيسونغ الأول\|جي1تشا إيسونغ نونجاينغ). - سنة 1674، تتويج سكجونغ ملكاً على جوسون. - سنة 1674، جدال آخر حول المدة التي ستقضيها الملكة جاي (زوجة الملك إنجو) مرتدية ملابس الجنازة لوفاة الملكة إنسون (جدال إيسونغ الثاني\|جي2تشا إيسونغ نونجاينغ). - سنة 1678، سك عملة سانغبيونغتونغبو. - سنة 1680، إتهام قائدين من الفصيل الجنوبي بالتآمر لخلع الملك سكجونغ من قبل الفصيل الغربي (غيونشن هوانغك). - سنة 1689، الفصيل الغربي يسقط من معادلة السلطة بعد معارضة تولية العهد، تم إعدام سونغ سيول وآخرين (غشا هوانغك). - سنة 1694، الفصيل الجنوبي يحاول إقصاء الفصيل الغربي (غابسل هوانغك). |
| سنة 1700            | جوسون                            | جوسون | جوسون | جوسون                                           | جوسون | جوسون | جوسون                                           | جوسون                                           | - سنة 1712، إقامة الحدود الحجرية على جبل بايكدسان (جونغ-غيب). - سنة 1720، تتويج غيونغجونغ ملكاً على جوسون. - سنة 1721، إعدام أربع قادة من نورون لرغبتهم بتولية يونغجو وصياً على أخيه المريض (شنيم أوكسا)، نورون يفقد قواه (شنتشك هوانغك). - سنة 1722، سورون ونام إن يتهمان نورون بمحاولة خلع الملك، أعدم ثمانية قادة دعموا وصاية يونغجو (شنيم أوكسا). - سنة 1724، تتويج يونغجو ملكاً على جوسون. - سنة 1725، الملك يونغجو يعيد فصيل نورون للسلطة (ألسا هوانغك)، تطبيق سياسة الحياد بين الفصائل. - سنة 1727، الملك يبعد المتشددين ويحل المعتدلين بدلاً منهم في فصيلي سورون ونورون (جونغم هوانغك). - سنة 1728، ثورة إي إن جوا. - سنة 1729، الملك يصدر غيتشوبن نتيجة للثورة. - سنة 1740، الملك يطبق غيونغشن تشوبن استكمالاً لسياسة الحياد. - سنة 1741، الملك يطبق شنيدايهن استكمالاً لأعماله.                                                                    |
| سنة 1750            | جوسون                            | جوسون | جوسون | جوسون                                           | جوسون | جوسون | جوسون                                           | جوسون                                           | - سنة 1750، تنفيذ نظام الضرائب الإصلاحي (غينيوكبوب). - سنة 1755، قضية خيانة سنة 1755، تم إعدام خمسة من قادة فصيل سورون. - سنة 1762، موت ولي العهد سادو نتيجة إنقسام فصيل نورون إلى شبا وبيوكبا (حادثة إموه وابيون). - سنة 1776، تتويج جونغجو ملكاً على جوسون. - سنة 1786، تم حظر الكاثوليكية رسمياً. - سنة 1791، تطبيق سياسة شنهاي تونغونغ، حادثة اضهاد الكاثوليك (قضية هرطقة شنهاي\|شنهاي ساوك). - سنة 1796، إكتمال بناء سوون هواسونغ. |
| سنة 1800            | جوسون                            | جوسون | جوسون | جوسون                                           | جوسون | جوسون | جوسون                                           | جوسون                                           | - سنة 1800، تتويج سنجو ملكاً على جوسون. - سنة 1801، اضطهاد الكاثوليك سنة 1801 (شنيو باكهاي)، تحرير العبيد الأحرار (عبيد بدون سيد\|غونغنوب هايبانغ). - سنة 1811، ثورة هونغ غيونغراي (حرب فلاحي مقاطعة بيونغآن). - سنة 1831، بناء أبرشية كاثوليكية في جوسون. - سنة 1832، السفينة التجارية الإنجليزية أمهرست تطالب بمقايضتها. - سنة 1834، تتويج هونجونغ ملكاً على جوسون. - سنة 1839، اضطهاد الكاثوليك سنة 1839 (غهاي باكهاي). - سنة 1846، قضية هرطقة بيونغو. |
| سنة 1850            | جوسون                            | جوسون | جوسون | جوسون                                           | جوسون | جوسون | جوسون                                           | جوسون                                           | - سنة 1860، قضية هرطقة غيونغشن (غيونغشن ساوك)، تشوي جي وو يؤسس دونغ هاك. - سنة 1861، كم جونغ هو يكمل "داي دونغ يو جي دو". - سنة 1862، ثورة جن جمن، انتشار ثورة المزارعين خصوصاً في سام-جن. - سنة 1863، تتويج غوجونغ ملكاً على جوسون، الأمير الداخلي العظيم هنغسون يحكم كوصي. - سنة 1864، إعدام تشوي جي وو مؤسس دونغهاك. - سنة 1865، إعادة بناء قصر غيونغبوك. - سنة 1866، قضية هرطقة بيونغ إن (بيونغ إن ساوك)، الحملة الفرنسية ضد كوريا (بيونغ إن يانغيو). - سنة 1871، بعثة الولايات المتحدة إلى كوريا (شنميانغ يوغا). |
| سنة 1875            | جوسون                            | جوسون | جوسون | جوسون                                           | جوسون | جوسون | جوسون                                           | جوسون                                           | - سنة 1875، حادثة جزيرة غانهوا (أونوهو ساغون). - سنة 1876، توقيع معاهدة غانغهوا بين جوسون واليابان. - سنة 1880، إرسال مجموعة من سشنشا إلى اليابان. - سنة 1881، إرسال مجموعة السادة إلى اليابان لاستطلاع الأوضاع، تأسيس بيولغيغن (جيش). - سنة 1882، توقيع معاهدة مع الولايات المتحدة، ثورة إمو، توقيع معاهدة تشيملبو، توقيع معاهدة (الاتصال وقواعد التجارة بين جوسون وتشينغ). - سنة 1884، انقلاب غابشن الفاشل (غابشن جونغبيون). - سنة 1885، توقيع معاهدة هانسونغ مع اليابان، الجيش البريطاني يحتل غومن دو (ميناء هاملتون). - سنة 1894، ثورة فلاحي دونغهاك، إصلاحات غابو·أولمي، بدء الحرب الصينية اليابانية الأولى. - سنة 1895، حادثة اغتيال الملكة من (أوملي سابيون). - سنة 1896، عصر أسماء غونيانغ، تأسيس نادي الاستقلال. |
| سنة 1897            | إمبراطورية كوريا العظيمة         | إمبراطورية كوريا العظيمة | إمبراطورية كوريا العظيمة | إمبراطورية كوريا العظيمة                        | إمبراطورية كوريا العظيمة | إمبراطورية كوريا العظيمة | إمبراطورية كوريا العظيمة                        | إمبراطورية كوريا العظيمة                        | - سنة 1897، غوجونغ يصبح أول إمبراطور على كوريا، بتأسيس الإمبراطورية الكورية عصر أسماء غونيانغ ينتهي. - سنة 1898، نادي الاستقلال يقوم بأول اجتماع جماهيري حديث دعي "التجمع العام لعشرة آلاف شخص" (مانمن غونغدونغهوي). - سنة 1899، إصدار التشريعات الإمبراطورية الكورية، فتح البوابة الشرقية العظيمة والبوابة الغربية العظيمة من أجل الترام. |
| سنة 1900            | إمبراطورية كوريا العظيمة         | إمبراطورية كوريا العظيمة | إمبراطورية كوريا العظيمة | إمبراطورية كوريا العظيمة                        | إمبراطورية كوريا العظيمة | إمبراطورية كوريا العظيمة | إمبراطورية كوريا العظيمة                        | إمبراطورية كوريا العظيمة                        | - سنة 1900، افتتاح طريق غيونغ إن السريع، الإمبراطورية تنضم للاتحاد البريدي العالمي، تركيب أضواء الشوارع على طريق جونغرو. - سنة 1902، إعلان المراسيم بالنسبة للعملة الجديدة (اعتماد معيار الذهب). - سنة 1903، بدء الطريق السريع بين غايسونغ وسول، إرسال مسؤولين حكوميين ذو سلطة قضائية إلى غاندو، أول 100 كوري يتم إرسالهم إلى هاواي. - سنة 1904، بدء الحرب الروسية اليابانية، كوريا توقع معاهدة مع اليابان. - سنة 1905، توقيع معاهدة الحماية. - سنة 1906، إنشاء منصب المقيم الياباني العام في كوريا. - سنة 1907، الحركة الوطنية لسداد الديون، إجبار الإمبراطور غوجونغ على التخلي عن العرش وتتويج سنجونغ إمبراطوراً على الإمبراطورية الكورية، توقيع معاهدة جديدة بين كوريا واليابان، تفكيك الجيش الإمبراطوري. - سنة 1909، آن جنغ غن يقوم باغتيال إتو هيروبومي.                                                                                           |
| سنة 1910            | كوريا تحت حكم اليابان الاستعماري | الحاكم العام لكوريا حكومة جمهورية كوريا المؤقتة | الحاكم العام لكوريا حكومة جمهورية كوريا المؤقتة | الحاكم العام لكوريا حكومة جمهورية كوريا المؤقتة | الحاكم العام لكوريا حكومة جمهورية كوريا المؤقتة | الحاكم العام لكوريا حكومة جمهورية كوريا المؤقتة | الحاكم العام لكوريا حكومة جمهورية كوريا المؤقتة | الحاكم العام لكوريا حكومة جمهورية كوريا المؤقتة | - سنة 1910، توقيع معاهدة الانضمام لليابان. - سنة 1911، حادثة مئة وخمس رجال. - سنة 1912، إجراء مسح للأراضي (انتهى في 1918)، ولادة كم إل سونغ (أول رئيس لكوريا الشمالية). - سنة 1914، إنشاء جيش إعادة كوريا. - سنة 1919، موت الإمبراطور غوجونغ، حركة الأول من مارس الاستقلالية، إنشاء حكومة جمهورية كوريا المؤقتة، إنشاء الفيلق الكوري البطولي. |
| سنة 1920            | كوريا تحت حكم اليابان الاستعماري | الحاكم العام لكوريا حكومة جمهورية كوريا المؤقتة | الحاكم العام لكوريا حكومة جمهورية كوريا المؤقتة | الحاكم العام لكوريا حكومة جمهورية كوريا المؤقتة | الحاكم العام لكوريا حكومة جمهورية كوريا المؤقتة | الحاكم العام لكوريا حكومة جمهورية كوريا المؤقتة | الحاكم العام لكوريا حكومة جمهورية كوريا المؤقتة | الحاكم العام لكوريا حكومة جمهورية كوريا المؤقتة | - سنة 1920، هونغ بوم دو يهزم الجنود اليابانيين في معركة بونغ أودونغ، كم تشوا تشن يهزم اليابانيين في معركة تشونغساني. - سنة 1923، إنشاء جمعية دعم المنتجات الوطنية (جوسون ملسان جانغريو أندونغ). - سنة 1926، موت الإمبراطور سنجونغ آخر أباطرة كوريا، حركة العاشر من يونيو الاستقلالية. - سنة 1929، إضراب وونسان العام، حركة طلاب غوانغجو ضد اليابان. |
| سنة 1930            | كوريا تحت حكم اليابان الاستعماري | الحاكم العام لكوريا حكومة جمهورية كوريا المؤقتة | الحاكم العام لكوريا حكومة جمهورية كوريا المؤقتة | الحاكم العام لكوريا حكومة جمهورية كوريا المؤقتة | الحاكم العام لكوريا حكومة جمهورية كوريا المؤقتة | الحاكم العام لكوريا حكومة جمهورية كوريا المؤقتة | الحاكم العام لكوريا حكومة جمهورية كوريا المؤقتة | الحاكم العام لكوريا حكومة جمهورية كوريا المؤقتة | - سنة 1931، في 16 مايو حل منظمة شنغانهوي. - سنة 1932، اعتقال إي بونغ تشانغ ويون بونغ غل بعد فشل عملية إغتيال الإمبراطور هيروهيتو. - سنة 1936، سون غي جونغ يفوز بالميدالية الذهبية في الألعاب الأولمبية الصيفية في 1936، نام سنغ ريونغ يفوز بالميدالية البرونزية، أحداث إزالة العلم الياباني. |
| سنة 1940            | كوريا تحت حكم اليابان الاستعماري | الحاكم العام لكوريا حكومة جمهورية كوريا المؤقتة | الحاكم العام لكوريا حكومة جمهورية كوريا المؤقتة | الحاكم العام لكوريا حكومة جمهورية كوريا المؤقتة | الحاكم العام لكوريا حكومة جمهورية كوريا المؤقتة | الحاكم العام لكوريا حكومة جمهورية كوريا المؤقتة | الحاكم العام لكوريا حكومة جمهورية كوريا المؤقتة | الحاكم العام لكوريا حكومة جمهورية كوريا المؤقتة | - سنة 1940، إنشاء جيش الاستقلال. - سنة 1942، أحداث مجمع لغة جوسون (يعرف الآن باسم مجمع اللغة الكورية). - سنة 1943، إعلان القاهرة. |
| سنة 1945            | الحكم الأمريكي العسكري           | الحكم الأمريكي العسكري | الحكم الأمريكي العسكري | الحكم الأمريكي العسكري                          | الحكم الأمريكي العسكري | الحكم الأمريكي العسكري | الحكم الأمريكي العسكري                          | الحكم الأمريكي العسكري                          | - سنة 1945، في 15 أغسطس تم تحرير كوريا بعد هزيمة اليابان، إنشاء جمهورية كوريا الشعبية الديمقراطية، إنشاء جيش الولايات المتحدة الحكومي العسكري في كوريا. |
| سنة 1948            | جمهورية كوريا الجمهورية الأولى   | جمهورية كوريا الجمهورية الأولى | جمهورية كوريا الجمهورية الأولى | جمهورية كوريا الجمهورية الأولى                  | جمهورية كوريا الشعبية الديمقراطية | جمهورية كوريا الشعبية الديمقراطية | جمهورية كوريا الشعبية الديمقراطية               | جمهورية كوريا الشعبية الديمقراطية               | - سنة 1948، في 3 أبريل اندلاع ثورة جيجو. - سنة 1948، في 10 مايو إجراء الانتخابات العامة في كوريا الجنوبية. - سنة 1948، في 15 أغسطس إنشاء حكومة جمهورية كوريا. - سنة 1948، في 9 سبتمبر إنشاء حكومة جمهورية كوريا الشعبية الديمقراطية. - سنة 1949، في 21 يونيو حادثة الجمعية الوطنية للمجموعة البرلمانية. |
| سنة 1950            | جمهورية كوريا الجمهورية الأولى   | جمهورية كوريا الجمهورية الأولى | جمهورية كوريا الجمهورية الأولى | جمهورية كوريا الجمهورية الأولى                  | جمهورية كوريا الشعبية الديمقراطية | جمهورية كوريا الشعبية الديمقراطية | جمهورية كوريا الشعبية الديمقراطية               | جمهورية كوريا الشعبية الديمقراطية               | - سنة 1950، في 25 يونيو اندلاع الحرب الكورية. - سنة 1952، في 20 يونيو حادثة غراكب العالمية. - سنة 1952، في 4 يوليو اندلاع اضطرابات بسان السياسية. - سنة 1953، في 27 يوليو تم توقيع اتفاقية الهدنة. - سنة 1954، في 17 نوفمبر التعديل الدستوري. |
| سنة 1955            | جمهورية كوريا الجمهورية الأولى   | جمهورية كوريا الجمهورية الأولى | جمهورية كوريا الجمهورية الأولى | جمهورية كوريا الجمهورية الأولى                  | جمهورية كوريا الشعبية الديمقراطية | جمهورية كوريا الشعبية الديمقراطية | جمهورية كوريا الشعبية الديمقراطية               | جمهورية كوريا الشعبية الديمقراطية               | - سنة 1958، في 13 يناير اندلاع أحداث الحزب التقدمي. - سنة 1958، في 3 مارس بدء حركة تشولما. |
| سنة 1960            | الجمهورية الثانية                | الجمهورية الثانية | الجمهورية الثانية | الجمهورية الثانية                               | جمهورية كوريا الشعبية الديمقراطية | جمهورية كوريا الشعبية الديمقراطية | جمهورية كوريا الشعبية الديمقراطية               | جمهورية كوريا الشعبية الديمقراطية               | - سنة 1960، في 15 مارس الانتخابات الرئاسية في كوريا الجنوبية - سنة 1960، في 19 أبريل، اندلاع ثورة التاسع عشر من أبريل. - سنة 1960، في 26 أبريل استقالة الرئيس سينغمان ري. - سنة 1960، في 15 يونيو تم إعلان الدستور الثاني لجمهورية كوريا، ين بو سون يصبح رئيساً للجمهورية. |
| سنة 1960            | الجمهورية الثالثة                | الجمهورية الثالثة | الجمهورية الثالثة | الجمهورية الثالثة                               | جمهورية كوريا الشعبية الديمقراطية | جمهورية كوريا الشعبية الديمقراطية | جمهورية كوريا الشعبية الديمقراطية               | جمهورية كوريا الشعبية الديمقراطية               | - سنة 1961، في 16 مايو بارك تشنغ هي يقوم بإنقلاب مسلح (ثورة السادس عشر من مايو) ويسيطر على الحكومة. - سنة 1963، إعلان الدستور الثالث لجمهورية كوريا، بارك تشنغ هي يصبح رئيساً مختاراً عن طريق الانتخابات. - سنة 1964، في 31 أكتوبر قوات جمهورية كوريا تساعد قوات فيتنام الجنوبية. |
| سنة 1965            | الجمهورية الثالثة                | الجمهورية الثالثة | الجمهورية الثالثة | الجمهورية الثالثة                               | جمهورية كوريا الشعبية الديمقراطية | جمهورية كوريا الشعبية الديمقراطية | جمهورية كوريا الشعبية الديمقراطية               | جمهورية كوريا الشعبية الديمقراطية               | - سنة 1965، في 22 يونيو تم توقيع معاهدة حول العلاقات الأساسية بين اليابان وجمهورية كوريا، لتسوية العلاقات الدبلوماسية. - سنة 1969، في 28 مارس ترسيم كم سو هوان كاردينالاً، ورئيسا للأساقفة. - سنة 1969، في 21 يوليو افتتاح الطريق السريع بين سول وإنتشون. - سنة 1969، في 14 سبتمبر تغيير الدستور رسمياً ليحق للرئيس الترشح للمرة الثالثة عن طريق البرلمان. |
| سنة 1970            | الجمهورية الرابعة                | الجمهورية الرابعة | الجمهورية الرابعة | الجمهورية الرابعة                               | جمهورية كوريا الشعبية الديمقراطية | جمهورية كوريا الشعبية الديمقراطية | جمهورية كوريا الشعبية الديمقراطية               | جمهورية كوريا الشعبية الديمقراطية               | - سنة 1970، في 7 يوليو افتتاح طريق غيونغب السريع. - سنة 1970، في 13 نوفمبر قضية انتحار جون تاي إل. - سنة 1972، في 4 يوليو إعلان بيان الرابع من يوليو المشترك بين كوريا الشمالية والجنوبية. - سنة 1972، في الثالث من أغسطس إعلان المرسوم الرئاسي الطارئ لإنقاذ قطاع الشركات. |
| سنة 1970            | الجمهورية الرابعة                | الجمهورية الرابعة | الجمهورية الرابعة | الجمهورية الرابعة                               | جمهورية كوريا الشعبية الديمقراطية | جمهورية كوريا الشعبية الديمقراطية | جمهورية كوريا الشعبية الديمقراطية               | جمهورية كوريا الشعبية الديمقراطية               | - سنة 1972، في 27 ديسمبر جمهورية كوريا تصدر دستور يشن. - سنة 1974، في 15 أغسطس افتتاح الخط الأول من مترو أنفاق مدينة سول، قضية اغتيال السيدة الأولى يك يونغس. |
| سنة 1975            | الجمهورية الرابعة                | الجمهورية الرابعة | الجمهورية الرابعة | الجمهورية الرابعة                               | جمهورية كوريا الشعبية الديمقراطية | جمهورية كوريا الشعبية الديمقراطية | جمهورية كوريا الشعبية الديمقراطية               | جمهورية كوريا الشعبية الديمقراطية               | - سنة 1976، في الأول مارس أعلن كل من كم داي جنغ، وين بوسون، وهام سوكهون، وهام سنغ، وجونغ إل هيونغ عن مشروع الإنقاذ الوطني الديمقراطي. - سنة 1979، في الحادي عشر من أغسطس وقوع حادثة شركة واي إتش. - سنة 1979، في السادس عشر من أكتوبر اندلعت احتجاجات طلاب جامعة بسان الوطنية. - سنة 1979، في السادس والعشرين من أكتوبر حادثة اغتيال الرئيس بارك تشنغ هي. - سنة 1979، في الثاني عشر من ديسمبر حادثة إنقلاب 12-12 العسكري. |
| سنة 1980            | الجمهورية الخامسة                | الجمهورية الخامسة | الجمهورية الخامسة | الجمهورية الخامسة                               | جمهورية كوريا الشعبية الديمقراطية | جمهورية كوريا الشعبية الديمقراطية | جمهورية كوريا الشعبية الديمقراطية               | جمهورية كوريا الشعبية الديمقراطية               | - سنة 1980، في الثامن عشر من مايو بدء حركة غوانغج الديمقراطية. - سنة 1980، في السابع والعشرين من أكتوبر إعلان قيام جمهورية كوريا الجنوبية الخامسة. - سنة 1983، في الثلاثين من يونيو بدء بث KBS المباشر للأسر المشتتة. - سنة 1983، في التاسع من أكتوبر محاولة اغتيال الرئيس تشن دو هوان في تفجيرات رانغون. - سنة 1984، في الثالث من مايو البابا يوحنا بولس الثاني يزور كوريا الجنوبية. - سنة 1984، في الثامن عشر من مايو إنشاء مجلس تعزيز الديمقراطية. |
| سنة 1985            | الجمهورية الخامسة                | الجمهورية الخامسة | الجمهورية الخامسة | الجمهورية الخامسة                               | جمهورية كوريا الشعبية الديمقراطية | جمهورية كوريا الشعبية الديمقراطية | جمهورية كوريا الشعبية الديمقراطية               | جمهورية كوريا الشعبية الديمقراطية               | - سنة 1985، في التاسع عشر من يوليو افتتاح الخط الأول من مترو أنفاق بسان. - سنة 1987، في الرابع عشر من يناير تعذيب وموت بارك جونغ تشل. - سنة 1987، مظاهرات يونيو الديمقراطية. - سنة 1987، في التاسع والعشرين من يونيو إعلان 29/6. - سنة 1987، في التاسع والعشرين من أكتوبر تم إصدار دستور جديد لكوريا الجنوبية. - سنة 1987، في التاسع والعشرين من نوفمبر وقوع حادثة رحلة الخطوط الجوية الكورية رقم 858. |
| سنة 1985            | حكومة نوه تاي وو                 | حكومة نوه تاي وو | حكومة نوه تاي وو | حكومة نوه تاي وو                                | جمهورية كوريا الشعبية الديمقراطية | جمهورية كوريا الشعبية الديمقراطية | جمهورية كوريا الشعبية الديمقراطية               | جمهورية كوريا الشعبية الديمقراطية               | - سنة 1988، في السابع عشر من سبتمبر افتتاح بطولة الأولمبياد في سول 1988. - سنة 1989، في الثلاثين من يونيو زيارة إم سو غيونغ لكوريا الشمالية. |
| سنة 1990            | حكومة نوه تاي وو                 | حكومة نوه تاي وو | حكومة نوه تاي وو | حكومة نوه تاي وو                                | جمهورية كوريا الشعبية الديمقراطية | جمهورية كوريا الشعبية الديمقراطية | جمهورية كوريا الشعبية الديمقراطية               | جمهورية كوريا الشعبية الديمقراطية               | - سنة 1990، في الثاني والعشرين من يناير قام كل من نوه تاي وو، وكم يونغ سام، وكم جونغ بل بإعلان تشكيل الحزب الليبرالي الديمقراطي. - سنة 1991، في الثامن عشر من سبتمبر كوريا الشمالية والجنوبية تحصلان على عضوية الأمم المتحدة. |
| سنة 1990            | الحكومة المدنية                  | الحكومة المدنية | الحكومة المدنية | الحكومة المدنية                                 | جمهورية كوريا الشعبية الديمقراطية | جمهورية كوريا الشعبية الديمقراطية | جمهورية كوريا الشعبية الديمقراطية               | جمهورية كوريا الشعبية الديمقراطية               | - سنة 1993، في الخامس والعشرين من فبراير تم تنصيب كم يونغ سام رئيساً، بدء الحكومة المدنية. - سنة 1993، في الثاني عشر مارس قالت جمهورية كوريا الشعبية الديمقراطية أنها ستنسحب من معاهدة الحد من انتشار الأسلحة النووية (NPT). - سنة 1993، في الثاني عشر من أغسطس تنفيذ نظام الاسم الحقيقي في المعاملات المالية. - سنة 1994، في الثامن من يوليو مات كم إل سنغ، كم جونغ إل يحكم كوريا الشمالية. - سنة 1994، في الواحد والعشرين من أكتوبر انهيار جسر سونغسو. |
| سنة 1995            | الحكومة المدنية                  | الحكومة المدنية | الحكومة المدنية | الحكومة المدنية                                 | جمهورية كوريا الشعبية الديمقراطية | جمهورية كوريا الشعبية الديمقراطية | جمهورية كوريا الشعبية الديمقراطية               | جمهورية كوريا الشعبية الديمقراطية               | - سنة 1995، في الثامن والعشرين من أبريل وقعت حادثة انفجار الغاز في سانغندونغ، دايغو. - سنة 1995، في التاسع والعشرين من يونيو وقوع حادثة انهيار متجر سامبونغ متعدد الأقسام. - سنة 1997، في الثاني عشر من فبراير هوانغ جانغيوب أمين حزب العمال في جمهورية كوريا الديمقراطية الشعبية ينشق إلى جمهورية كوريا الجنوبية. - سنة 1997، في السادس من أغسطس تحطم طائرة الخطوط الجوية الكورية رقم 801 في غوام. - سنة 1997، في الواحد والعشرين من نوفمبر حكومة جمهورية كوريا الجنوبية تقوم بطلب إنقاذ من صندوق النقد الدولي (IMF). |
| سنة 1995            | الحكومة الشعبية                  | الحكومة الشعبية | الحكومة الشعبية | الحكومة الشعبية                                 | جمهورية كوريا الشعبية الديمقراطية | جمهورية كوريا الشعبية الديمقراطية | جمهورية كوريا الشعبية الديمقراطية               | جمهورية كوريا الشعبية الديمقراطية               | - سنة 1998، في الخامس والعشرين كم داي جنغ يصبح رئيساً، بدء الحكومة الشعبية. - سنة 1998، في الثامن عشر من نوفمبر تم السماح للزوار بدخول منطقة جبل كمغانغ السياحية. |
| سنة 2000            | الحكومة الشعبية                  | الحكومة الشعبية | الحكومة الشعبية | الحكومة الشعبية                                 | جمهورية كوريا الشعبية الديمقراطية | جمهورية كوريا الشعبية الديمقراطية | جمهورية كوريا الشعبية الديمقراطية               | جمهورية كوريا الشعبية الديمقراطية               | - سنة 2000، في الخامس عشر من يونيو إعلان 15 يونيو الكوري الجنوبي الشمالي المشترك. - سنة 2002، في الواحد والثلاثين من مايو بدء كأس العالم لكرة القدم في 2002 في ضيافة كوريا الجنوبية واليابان. - سنة 2002، في التاسع والعشرين من يونيو الاشتراك مع كوريا الشمالية في البحر الأصفر. - سنة 2002، في السابع من ديسمبر خرجت مظاهرة كبيرة على ضوء الشموع تندد بمقتل فتيات في المرحلة المتوسطة من قبل مدرعة أمريكية. - سنة 2003، في الثامن عشر من فبراير وقوع حادثة حريق مترو أنفاق دايغو. |
| سنة 2000            | الحكومة التشاركية                | الحكومة التشاركية | الحكومة التشاركية | الحكومة التشاركية                               | جمهورية كوريا الشعبية الديمقراطية | جمهورية كوريا الشعبية الديمقراطية | جمهورية كوريا الشعبية الديمقراطية               | جمهورية كوريا الشعبية الديمقراطية               | - سنة 2003، في الخامس والعشرين من فبراير روه موهين يصبح رئيساً، المشاركة في افتتاح الحكومة الجديدة. - سنة 2004، في التاسع عشر من فبراير الفلم الكوري الجنوبي شلمدو يتجاوز عدد مشاهديه 10 مليون. - سنة 2004، في الثاني عشر من مارس، الجمعية الوطنية تصوت لإقالة الرئيس روه موهين. - سنة 2004، في الأول من أبريل افتتاح قطار كوريا السريع. - سنة 2004، في الثاني والعشرين من أبريل وقوع حادثة انفجار قطار ريونغتشون. - سنة 2004، في الرابع عشر من مايو محكمة جمهورية كوريا الدستورية ترفض إقالة الرئيس روه مو هين. - سنة 2004، في الواحد والعشرين من أكتوبر محكمة جمهورية كوريا الدستورية ترفض نقل العاصمة لكونه أمراً غير دستوري، إصدار قانون بعدم دستورية نقل العاصمة. |
| سنة 2005            | الحكومة التشاركية                | الحكومة التشاركية | الحكومة التشاركية | الحكومة التشاركية                               | جمهورية كوريا الشعبية الديمقراطية | جمهورية كوريا الشعبية الديمقراطية | جمهورية كوريا الشعبية الديمقراطية               | جمهورية كوريا الشعبية الديمقراطية               | - سنة 2005، في الثالث من فبراير محكمة جمهورية كوريا الدستورية تقرر عدم دستورية نظام "رئيس العائلة" (هوججي). - سنة 2006، في الخامس من ديسمبر قيمة الصادرات تتجاوز 300 مليار دولار. - سنة 2007، في الثالث والعشرين من يناير وقوع حادثة حزب الثورة الشعبي. - سنة 2007، في الثاني من أكتوبر إلى الرابع من أكتوبر تم عقد قمة الكوريتين الثانية. إعلان "معاهدة السلام والرخاء" بين الكوريتين. |
| سنة 2005            | حكومة إي ميونغ باك               | حكومة إي ميونغ باك | حكومة إي ميونغ باك | حكومة إي ميونغ باك                              | جمهورية كوريا الشعبية الديمقراطية | جمهورية كوريا الشعبية الديمقراطية | جمهورية كوريا الشعبية الديمقراطية               | جمهورية كوريا الشعبية الديمقراطية               | - سنة 2008، في الخامس والعشرين من فبراير إي مينغ باك يصبح رئيساً، بدء حكومة إي مينغ باك. - سنة 2008، في مايو خرجت مظاهرات تحت ضوء الشموع تندد باستيراد لحوم البقر الأميركية المصابة بمرض جنون البقر. - سنة 2009، في الثالث والعشرين من مايو موت الرئيس السابق روه موهين. - سنة 2009، في الثامن عشر من أغسطس موت الرئيس السابق كم داي جنغ. |
| سنة 2010            | حكومة إي ميونغ باك               | حكومة إي ميونغ باك | حكومة إي ميونغ باك | حكومة إي ميونغ باك                              | جمهورية كوريا الشعبية الديمقراطية | جمهورية كوريا الشعبية الديمقراطية | جمهورية كوريا الشعبية الديمقراطية               | جمهورية كوريا الشعبية الديمقراطية               | - سنة 2010، في السادس والعشرين من مارس وقعت حادثة غرق الفرقيطة روكس تشونان. - سنة 2010، في الثالث والعشرين من نوفمبر حادثة قصف يونبيونغ ومقتل مدنيين، وجنديين. - سنة 2011، في السابع عشر من ديسمبر موت كم جونغ إل. - سنة 2013، في الخامس والعشرين من فبراير فازت بارك غن هي بالإنتخابات، بدء حكومة بارك غن هي. |

## وصلات خارجية
- التسلسل الزمني للتاريخ الكوري (1).
- التسلسل الزمني للتاريخ الكوري (2).